# The Birthday Present (film 1914)
The Birthday Present è un cortometraggio del 1914 diretto da George Hennessy. È l'unico film da regista di questo sceneggiatore che, nella sua carriera durata dal 1911 al 1926, scrisse per il cinema 65 tra storie e sceneggiature.

## Produzione
Il film fu prodotto dalla Majestic Motion Picture Company.

## Distribuzione
Distribuito dalla Mutual Film, uscì nelle sale il 9 giugno 1914.

### Data di uscita
IMDb
- USA	9 giugno 1914

Alias
- Her Birthday Present	USA (titolo alternativo)